# 科森扎
科森扎是位於義大利南部卡拉布里亞大區科森扎省的一個城市。是科森扎省的首府所在地。有人口約70000人。